# Nádraží Veleslavín (stanice metra)
Nádraží Veleslavín (zkratka NV) je stanice metra v Praze na lince A na úseku V.A. Počátkem března 2015 byla společně se stanicemi Bořislavka, Petřiny a Nemocnice Motol uvedena do ověřovacího provozu, slavnostní otevření proběhlo 6. dubna 2015.

## Název
Pracovní název stanice byl Veleslavín a ten byl potvrzen v prvním schvalování pražských radních v červnu 2012. V lednu 2013 místopisná komise pražského magistrátu doporučila přejmenování dvou chystaných stanic, aby přesněji odpovídaly pražskému místopisu. Dosavadní pracovní název Veleslavín se tak měl změnit na Nádraží Veleslavín, podle blízké železniční stanice i stávající zastávky tramvají i autobusů.

## Charakter

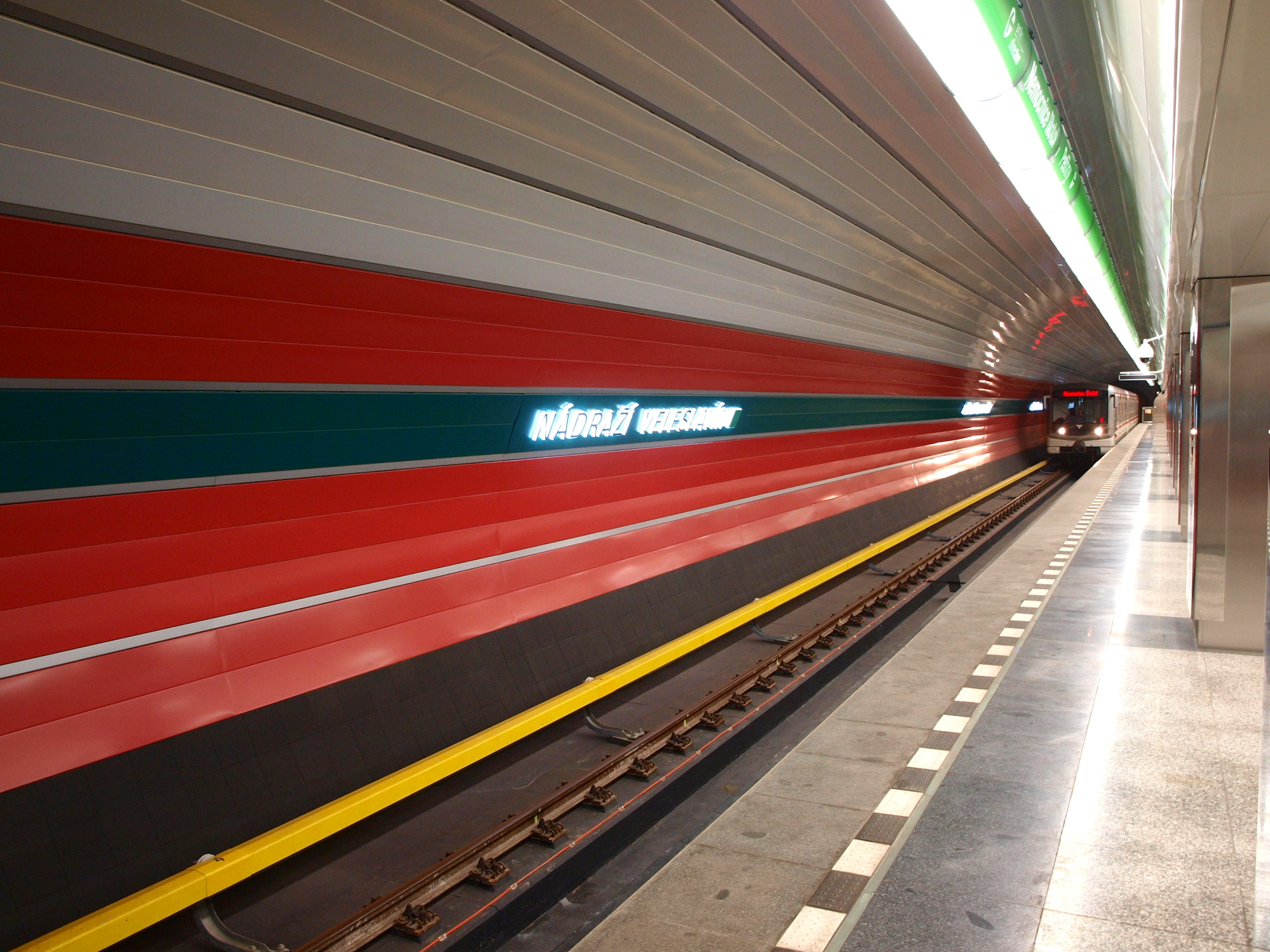
Kolej ve stanici a přijíždějící vlak, 2015

Stanice se nachází v prostoru mezi stávající tratí Správy železnic obvod železniční stanice Veleslavín a východní částí ulice K Červenému vrchu, se středem přibližně pod ulicí Evropskou. Je mělce ražená, asi 20,5 m pod zemí, s jedním podpovrchovým vestibulem situovaným mezi železniční trať a křižovatku ulic Evropská – Kladenská. Délka nástupiště je 201 metrů.
Poloha stanice, vestibulu a jednotlivých výstupů jsou takové, aby umožňovaly v etapě přímé vazby na dočasný autobusový terminál a zároveň bez nutnosti přestavby v předstihu reagovaly na předpokládanou modernizaci stávající tratě Českých drah (zastávka v zahloubené poloze). Rovněž budoucí urbanizace prostoru mezi železniční tratí a Evropskou ulicí je z takto umístěné stanice dobře možná. Uvedeným předpokladům odpovídá navržený princip uspořádání podchodu a  vestibulu ve dvou výškových úrovních. Autobusový terminál má umožnit ukončení části městských, příměstských a regionálních autobusových linek namísto Dejvické (Vítězného náměstí).
Projekt stanice vznikl v kancelářích Metroprojektu, autorkou je architektka Hana Vermachová.

## Výstavba
Stanice byla budována z 31 m dlouhého a 25 m širokého hloubeného úseku na západě stanice. Ražená část je dlouhá 98 m, ražba probíhala NRTM. Stavbu realizovalo sdružení Metrostavu (divize 8) a dceřiné společnosti Subterra (divize 1 a 2). Ražba levé lodi stanice byla zahájena 1. 8. 2011 a skončila 16. listopadu téhož roku. Sekundární ostění levého tunelu bylo vybetonováno mezi 25. květnem a 14. zářím. Ražba pravé lodi probíhala od 24. 8. do 14. 12. 2011. Finální ostění bylo uloženo 30. 6. až 3. 11. 2012.  Ražba střední lodi měla podle plánu z roku 2012 probíhat 19. 10. 2012 - 23. 1. 2013 a sekundární ostění mělo být vybudováno 9. 2. - 23. 4. 2013. 5. 12. 2011 se do stanice prorazil razicí štít Tonda a byl přetažen levou lodí. Ražba tunelu dále ke stanici Červený Vrch (Bořislavka) byla zahájena 23. ledna 2012. Tunelovací štít Adéla, razicí tunel ve směru Depo Hostivař, se prorazil 25. 1. 2012 a ražbu ve směru k Bořislavce zahájil 28. února.Stavba podchodu pod Evropskou ulicí byla zahájena 19. 5. 2012 a měla být dokončena 17. 8. 2013. Součástí stanice je rovněž únikový východ, který zahrnuje 13 m hlubokou únikovou šachtu a navazující 56 m dlouhou štolu. Hloubení šachty pod ochranou pilotů o průměru 900 mm trvalo od 5. do 25. ledna 2012. 30. ledna začala ražba štoly, která skončila 21. března.

## Historie

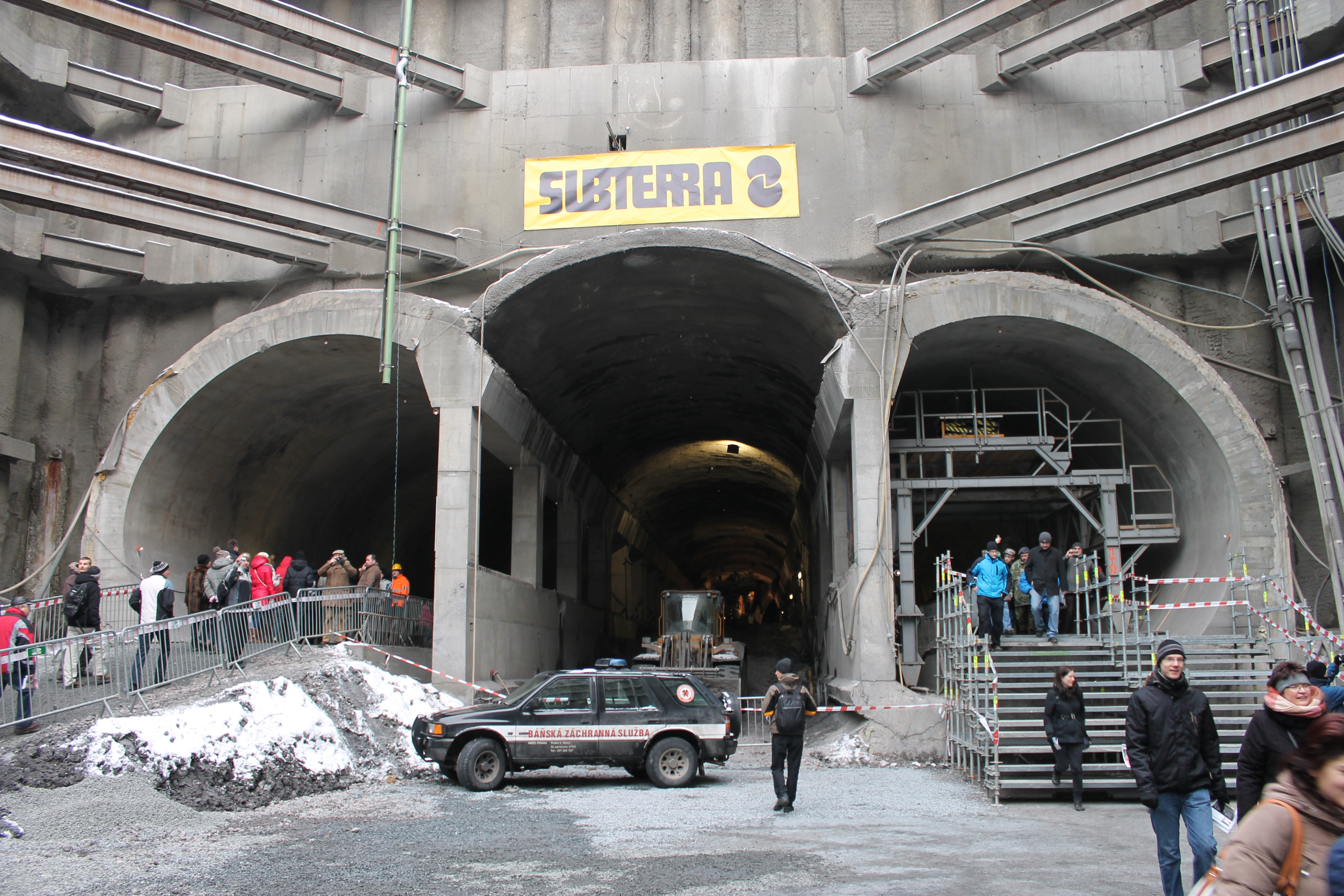
Výstavba západního portálu stanice, 19. ledna 2013 (den otevřených dveří)

Stanice byla slavnostně otevřena 6. dubna 2015, testování probíhalo ale i v roce 2015.

### Změny související s otevřením
Dopravní podnik spolu s otevřením stanice (i celého úseku) upravil desítky pražských autobusových a tramvajových řádů a některé linky upravil, jiné zcela zrušil. V blízkosti stanice bylo také vybudováno parkoviště P+R a zastávky pro autobusy, na které byly přesměrovány meziměstské linky z Kladna, Slaného a ostatního západního/severozápadního okolí Prahy (ty předtím končily na stanici Dejvická).

### Dostavba eskalátorů
Součástí projektu nové stanice původně nebyly eskalátory vedoucí od horního vestibulu až ven. Lidem, co přijíždí s kufry a dalšími zavazadly z letiště, museli pomáhat speciální zaměstnanci – nosiči. Tento stav byl ale kritizován, tak se rozhodlo o dodatečné výstavbě eskalátorů. Jejich výstavba probíhala mezi 1. listopadem 2017 až 13. dubnem 2018. Jde o dvoje pohyblivé schody, široké 80 cm. Vyšly celkem na 33 milionů korun.

## Kritika
Stanice byla od začátku kritizována za neexistující eskalátory na stanici, ze které jezdí lidé na letiště. Architekt Adam Gebrian ve svém pořadu na stanici kritizoval špatné napojení na blízké vlakové nádraží (pouze prašnou cestou).

## Galerie

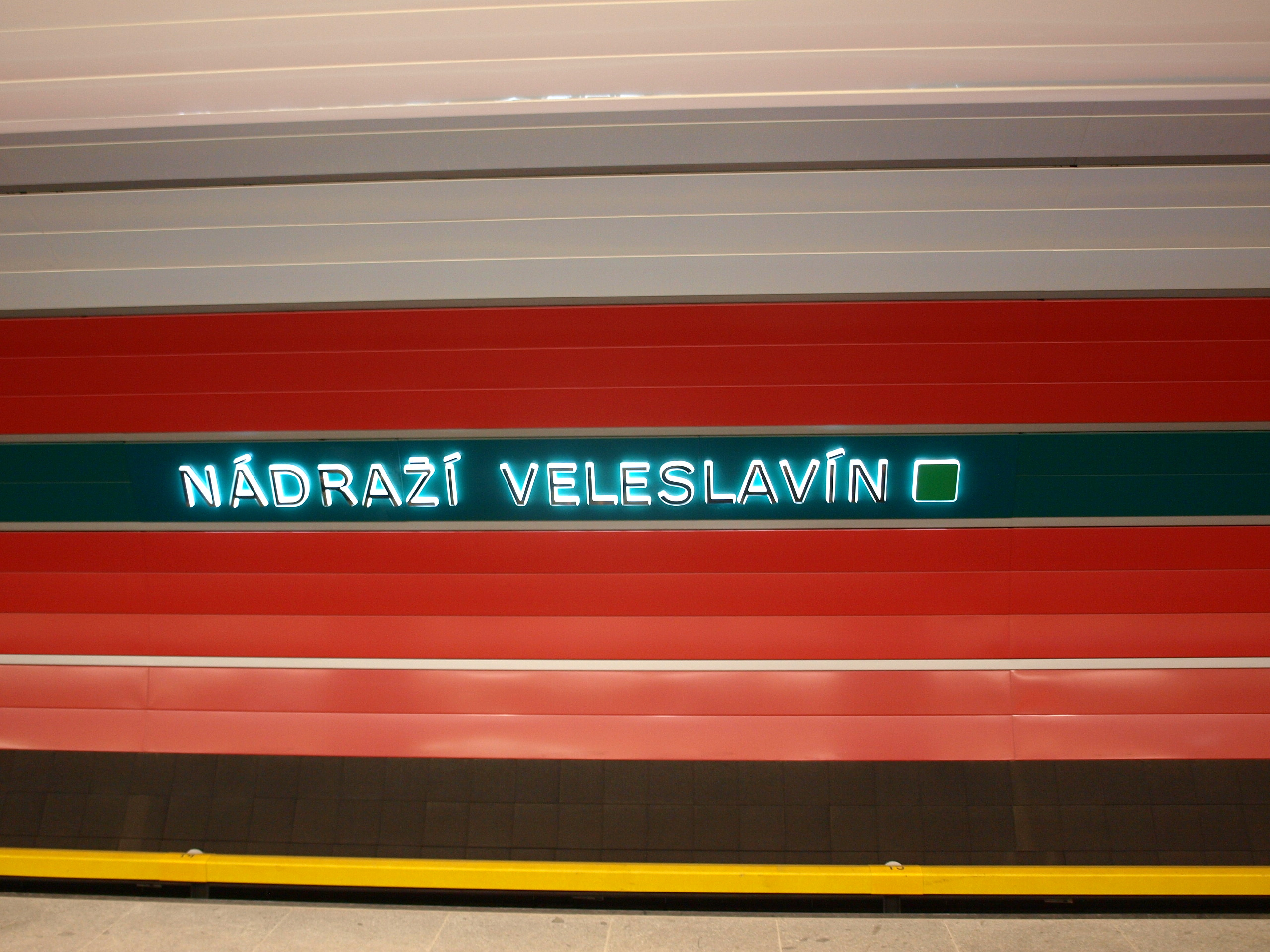
Nápis Nádraží Veleslavín u kolejí metra
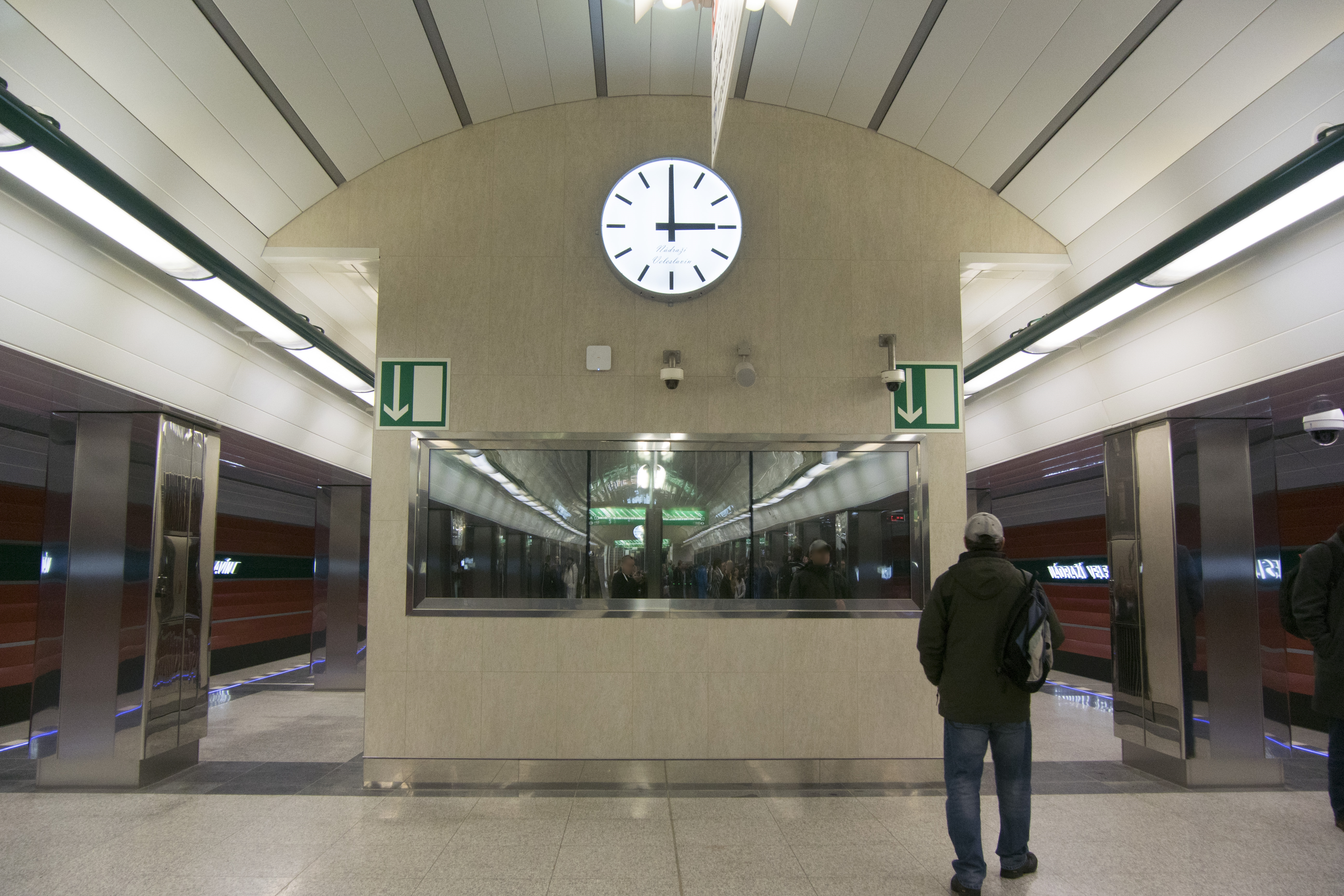
Dominanta stanice – hodiny na nástupišti, 2015
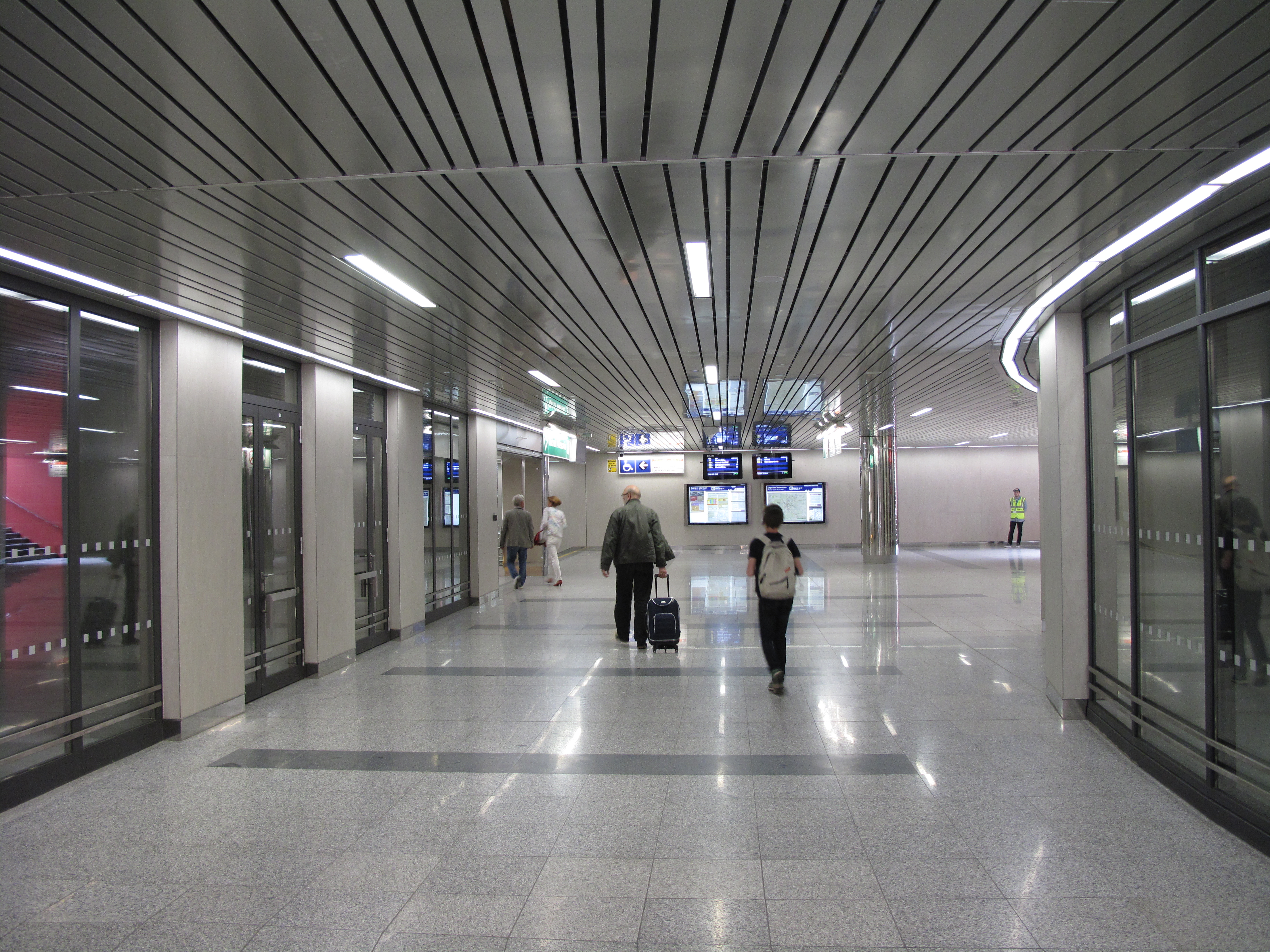
Vestibul stanice Nádraží Veleslavín, 2015
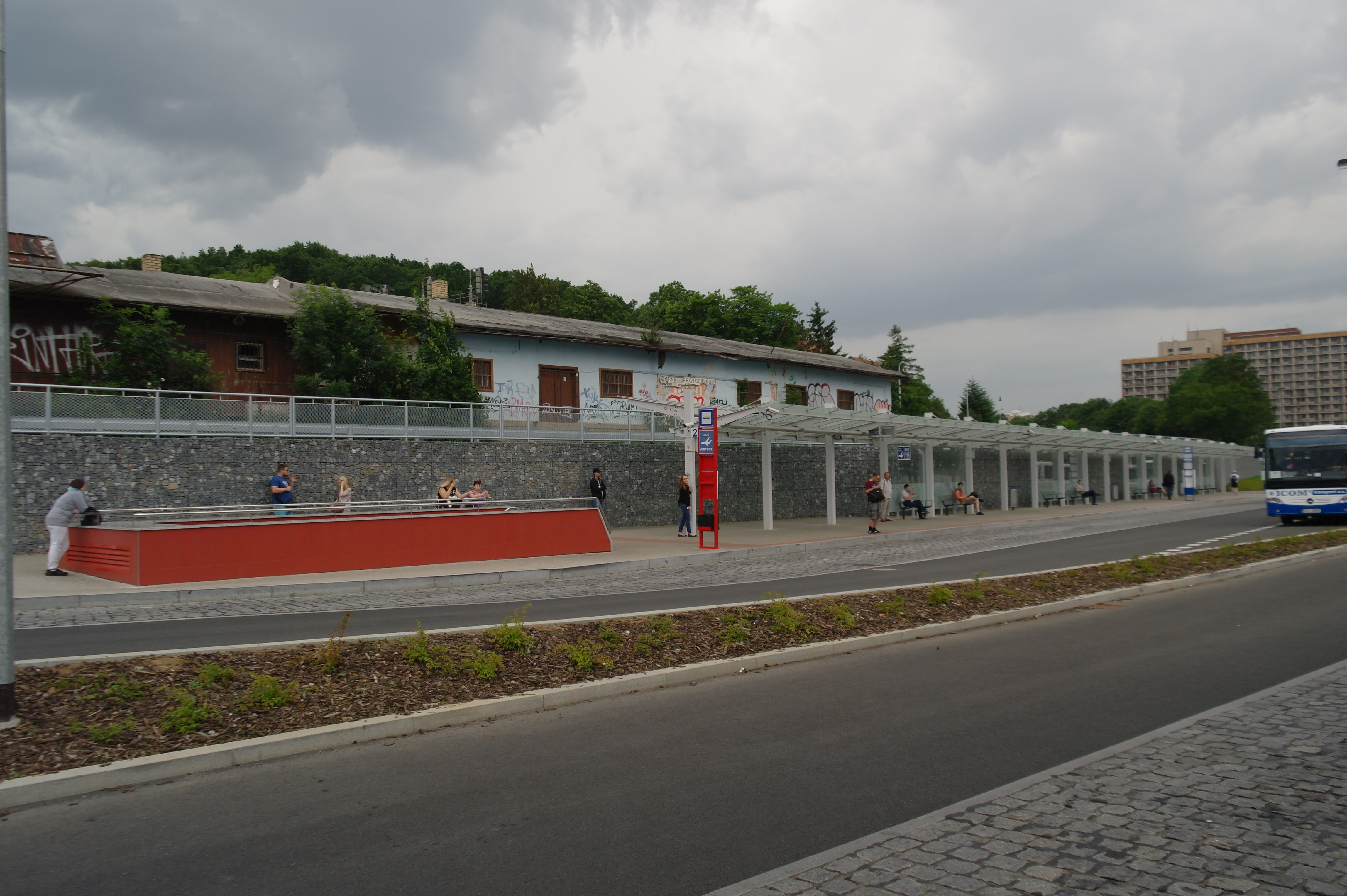
Autobusový terminál stanice, 2015
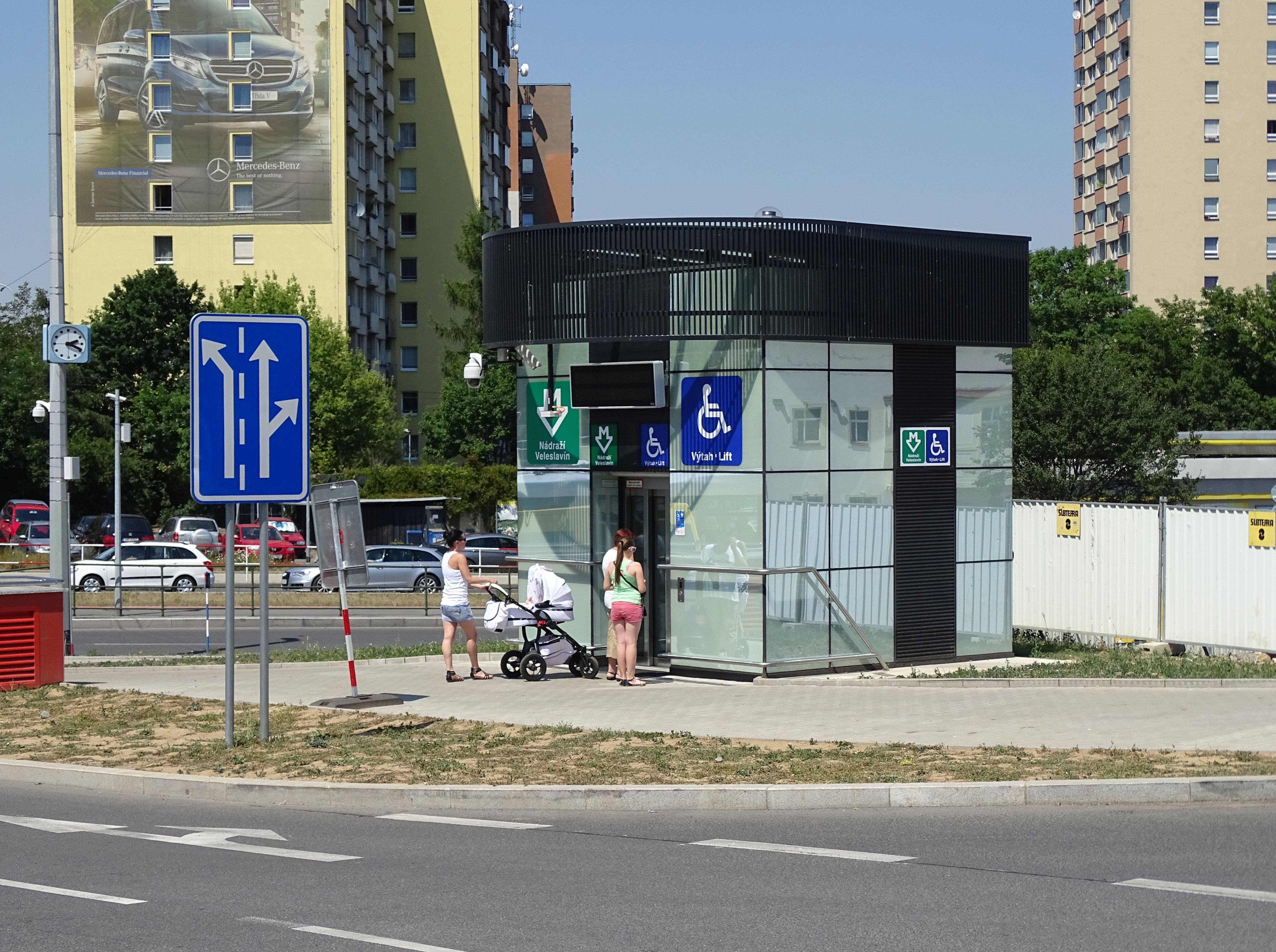
Výtah vedoucí z povrchu až do stanice metra, 2015
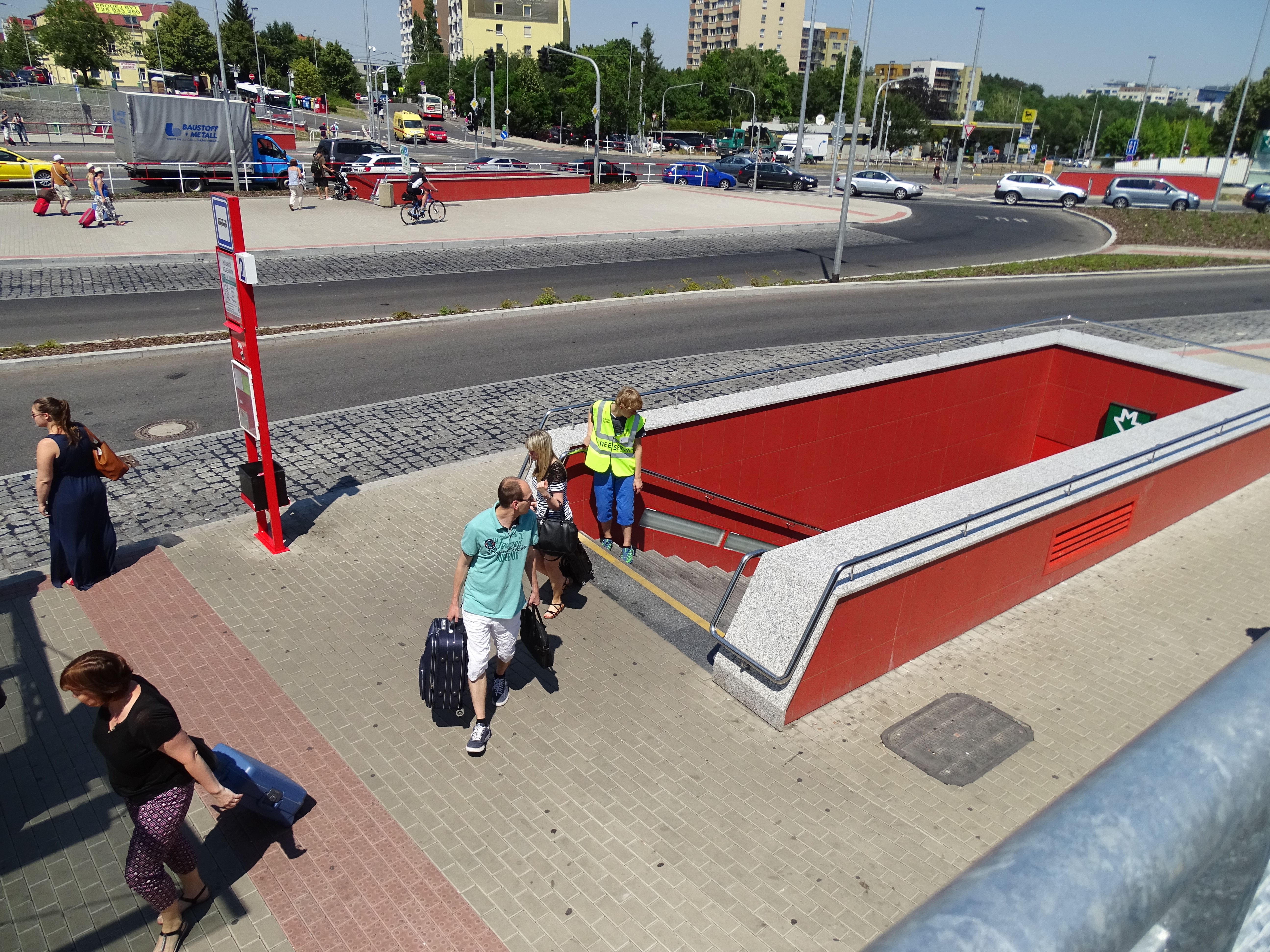
Výstupy z metra a portýr, nosící kufry lidem s těžkými zavazadly